# نونو دا کاستا
نونو دا کاستا (انگلیسی: Nuno da Costa؛ زادهٔ ۱۰ فوریهٔ ۱۹۹۱) بازیکن فوتبال اهل کیپ ورد است که برای باشگاه ناتینگهام فارست بازی می‌کند.
از باشگاه‌هایی که وی در آن بازی کرده‌است می‌توان به والنسین و استراسبورگ اشاره کرد.
وی همچنین در تیم ملی فوتبال کیپ ورد بازی کرده‌است.

## دوران ملی
داکاستا اولین بازی ملی خود را برای کیپ ورد در ۴ ژوئن ۲۰۱۶ در مسابقه مقدماتی جام ملت‌های آفریقا ۲۰۱۷ در خارج از خانه مقابل تیم ملی فوتبال سائوتومه و پرنسیپ انجام داد. او در دقیقه ۷۳ به‌جای گری رودریگز وارد زمین شد و شش دقیقه بعد در پیروزی ۲–۱ گلزنی کرد. او تا زمان بازگشت سرمربی، روی آگواس در ۹ سپتامبر ۲۰۱۸ و در جریان تساوی ۱–۱ خارج از خانه مقابل تیم ملی فوتبال لسوتو در رقابت ناموفق مقدماتی جام ملت‌های آفریقا ۲۰۱۹، دیگر برای تیم ملی فوتبال کیپ ورد بازی نکرد.